# Domnești (Argeș)
Domnești è un comune della Romania di 3 229 abitanti, ubicato nel distretto di Argeș, nella regione storica della Muntenia.